# Шатыртобе
Шатыртобе (каз. Шатыртөбе) — село в Толебийском районе Туркестанской области Казахстана. Входит в состав Алатауского сельского округа. Код КАТО — 515837800.

## Население
По данным 1999 года, в селе не было постоянного населения. По данным переписи 2009 года, в селе проживало 336 человек (176 мужчин и 160 женщин).